# Bikend
Bikend ou Paikend est un site archéologique de l'Ouzbékistan.
Les premières fouilles ont eu lieu en 1940 et deviennent systématique depuis 1981. Les ruines de la ville couvrent une superficie d'environ 300 × 500 m, à l'est se trouve une citadelle. Au centre de la ville se trouve une colline, située près d'un atelier ou d'une pharmacie.
La ville était entourée d'un mur avec des tours.
Bikend a fleuri au premier siècle, puis il a perdu son importance avec la conquête islamique des Sogdiane.

## Source
- (de) Cet article est partiellement ou en totalité issu de l’article de Wikipédia en allemand intitulé « Paikend » (voir la liste des auteurs).

- Une description des fouilles du musée de l'Hermitage en anglais  et en russe .